# John Aldag
Pour les articles homonymes, voir Aldag.
John Aldag, né en 1963 à Gull Lake (Saskatchewan), est un fonctionnaire et homme politique canadien de Colombie-Britannique. Il représente la circonscription britanno-colombienne de Cloverdale—Langley City à titre de député libéral de 2015 à 2019 et à nouveau de 2021 à 2024.

## Biographie
Né en 1963 à Gull Lake, zone rurale de la Saskatchewan, il obtient un MBA de l'Université Royal Roads. Après une carrière de 32 ans chez Parcs Canada incluant des postes à Whitehorse, Lake Louise, parc national de Yoho, Waterloo et Langley où il est administrateur du lieu historique national du Fort Langley, il obtient un congé sans solde en décembre 2013 pour prendre part à la campagne électorale fédérale à venir. Élu en 2015, il démissionne de son poste à Parcs Canada en octobre 2015.
Élu dans Cloverdale—Langley City en 2015, il siège au comité sur l'Environnement et le Développement durable et sur le comité spéciale sur l'aide médicale à mourir. Il introduit le projet de loi privé C-374 avec lequel un siège serait réservé à un membre des Premières Nations, Inuits ou Métis au conseil d'administration de la Commission des lieux et monuments historiques du Canada. Défait par la conservatrice Tamara Jansen en 2019, il retrouve son siège en 2021. En mai 2024, il annonce sa démission à titre de député pour le 27 mai, afin de se présenter aux élections provinciales de 2024 pour le Nouveau Parti démocratique de la Colombie-Britannique. Il quitte finalement le 31 mai.
Lors de l'élection de 2024, il perd dans Langley-Abbotsford. Il tente un retour au fédéral en 2025 dans Langley Township—Fraser Heights mais il perd encore.